# Schistidium trichodon
Schistidium trichodon (deutsch Haarzahn-Spalthütchen oder Schwarzes Rotkäppchenmoos) ist eine Laubmoos-Art aus der Familie Grimmiaceae.

## Beschreibung
Die mittelgroßen bis großen, bis 11,5 Zentimeter langen Pflanzen sind drahtartig starr, niederliegend und an den Spitzen aufsteigend. Sie bilden schwarze, nur an schattigen Stellen oben auch bräunliche Rasen. Ein Zentralstrang im Stämmchenquerschnitt fehlt. Die eiförmig-lanzettlichen Blätter sind scharf gekielt, eine Glasspitze fehlt oder ist nur sehr kurz. Die Blattränder sind oben unregelmäßig gezähnt. Die Lamina ist einzellschichtig.
Die Sporenkapseln sind schwach eingesenkt bis emporgehoben, die Urne glockenförmig bis zylindrisch, 1,3-mal bis 2,1-mal so lang wie breit. Die Exothecialzellen (Zellen der Außenschicht der Kapselwand) sind quadratisch bis kurz rechteckig, die Zellwände dünnwandig bis etwas verdickt mit deutlichen Eckverdickungen. Pro Kapsel sind 6 bis 12 Spaltöffnungen vorhanden. Die roten, 450 bis 700 Mikrometer langen Peristomzähne sind mit den sehr feinen und fadenförmigen Spitzen über der Kapsel domförmig zusammengeneigt. Im Gegensatz zu anderen Schistidium-Arten fällt die Kolumella (zentrale Säule in der Sporenkapsel) bei dieser Art nicht mit dem Kapseldeckel ab, sondern verbleibt in der Kapsel.

## Standortansprüche und Verbreitung
Das Moos wächst an lichtreichen bis halbschattigen, trockenen bis feuchten Kalk-, Karbonat- und basenreichem Silikatgestein, seltener auf Mauern.
In Deutschland, Österreich und der Schweiz ist es ganz überwiegend in den Alpen verbreitet, ist in den Nördlichen Kalkalpen häufig, in den übrigen Alpengebieten zerstreut bis selten. Die Wuchsorte befinden sich von den Tälern bis in etwa 2900 Meter Höhe, hauptsächlich jedoch in obermontanen bis subalpinen Höhenlagen.
Weltweit gibt es Vorkommen in Nord- und Mitteleuropa, in Asien und in Nordamerika.